# Bouy-sur-Orvin
Bouy-sur-Orvin è un comune francese di 60 abitanti situato nel dipartimento dell'Aube nella regione del Grand Est.

## Società

### Evoluzione demografica
Abitanti censiti